# Linea principale Ōu
La linea principale Ōu (奥羽本線?, Ōu-honsen) è una ferrovia a scartamento ridotto con alcune tratte a scartamento ferroviario e altre a scartamento misto di 486,3 km situata in Giappone e interamente gestita da JR East. La ferrovia connette Fukushima con Aomori passando prevalentemente per l'entroterra della regione del Tōhoku e per un breve tratto lungo il Mar del Giappone. Il nome della linea deriva dai nomi delle antiche province, Mutsu (陸奥) e Dewa (出羽).

## Caratteristiche della rete

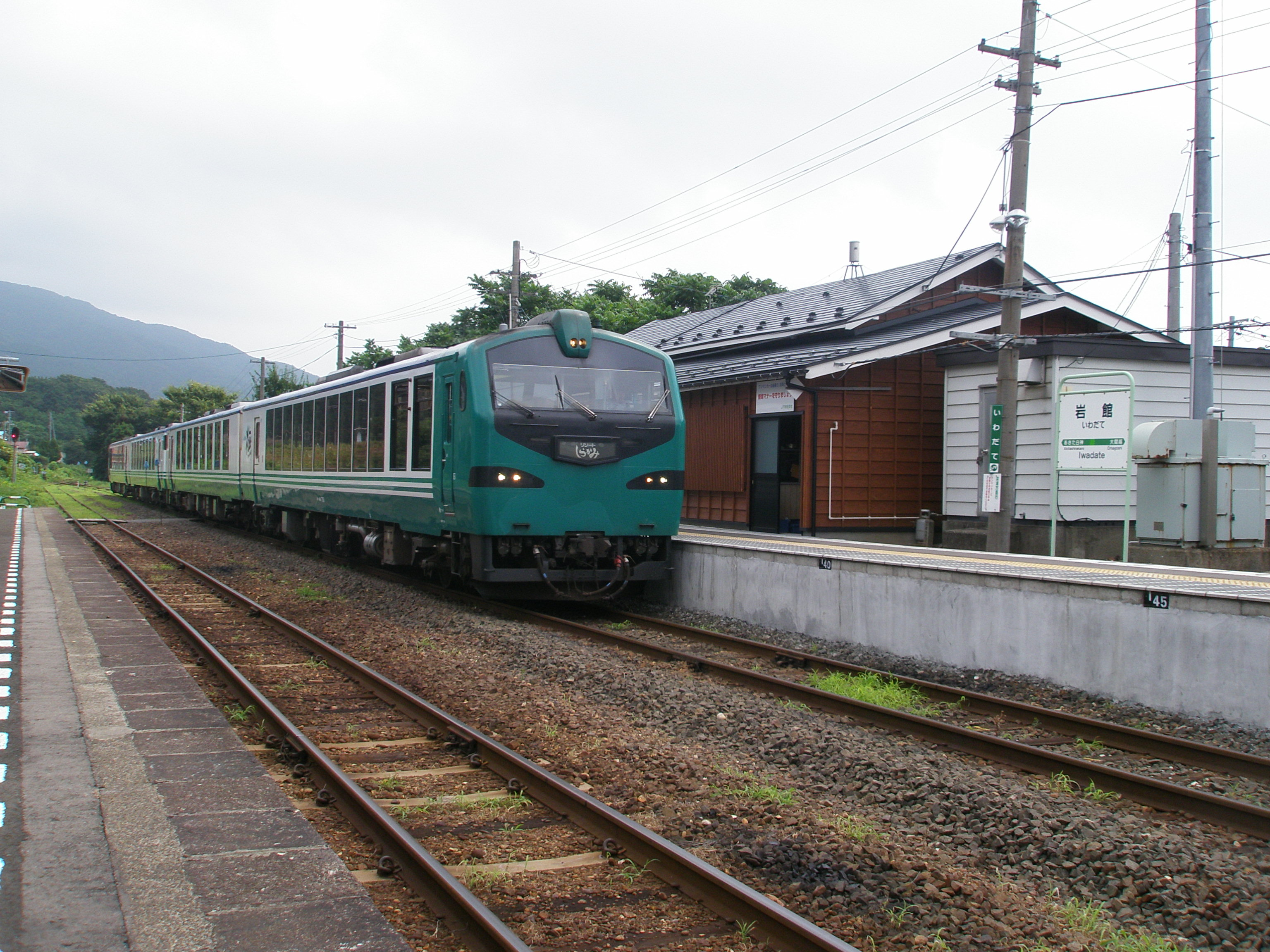
Il treno Resort Shirakami Buna alla stazione di Iwadate

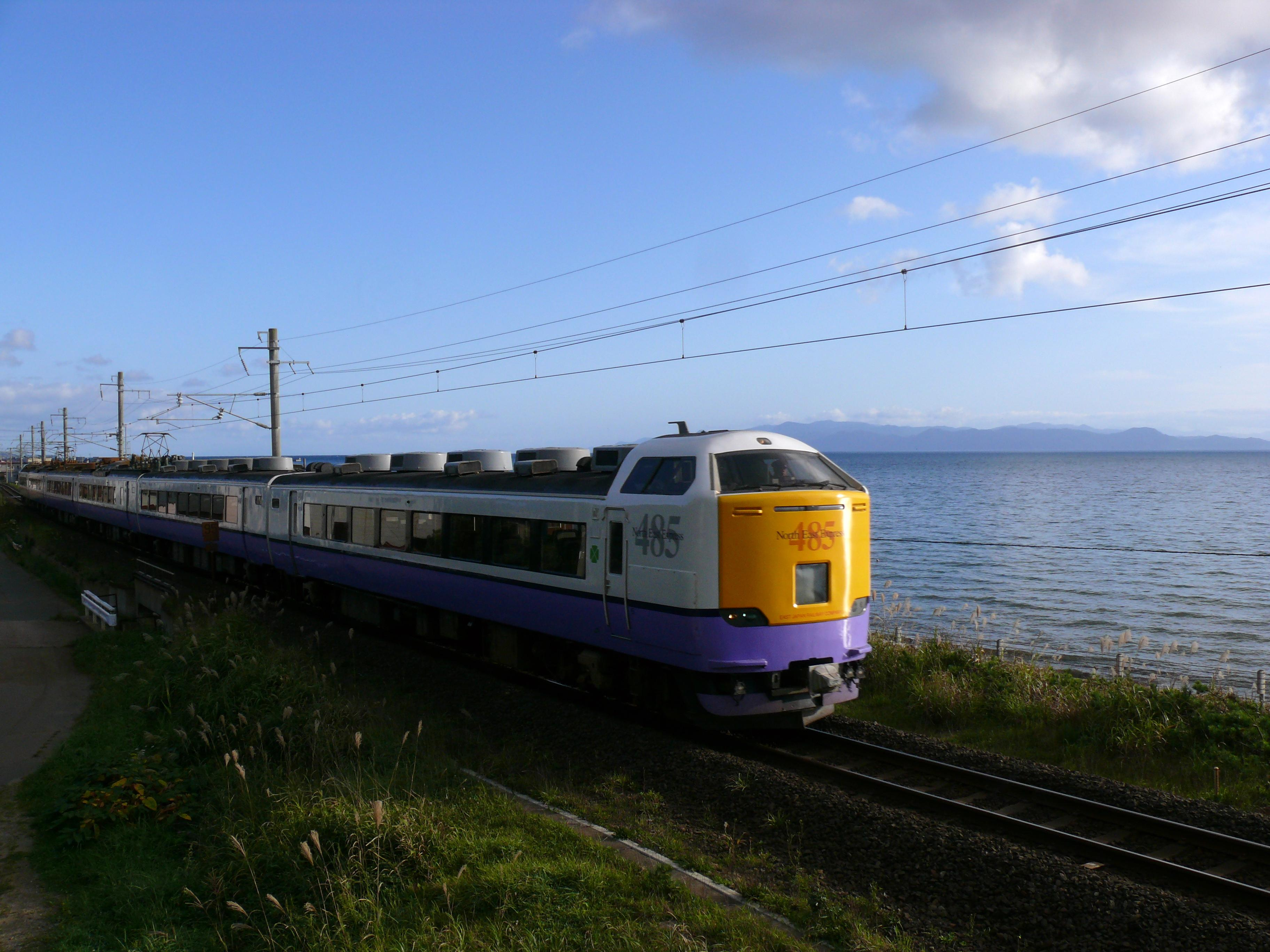
Il treno Hakuchō in corsa

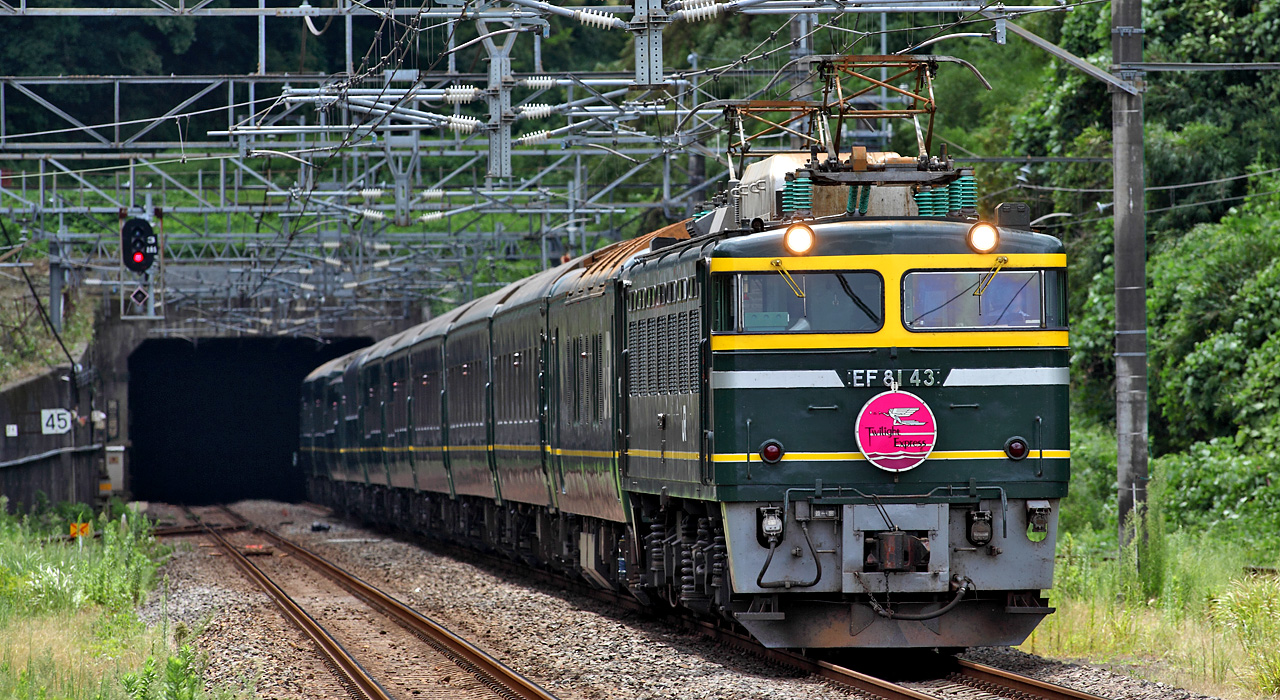
Il Twilight Express, espresso notturno collegante Osaka a Sapporo

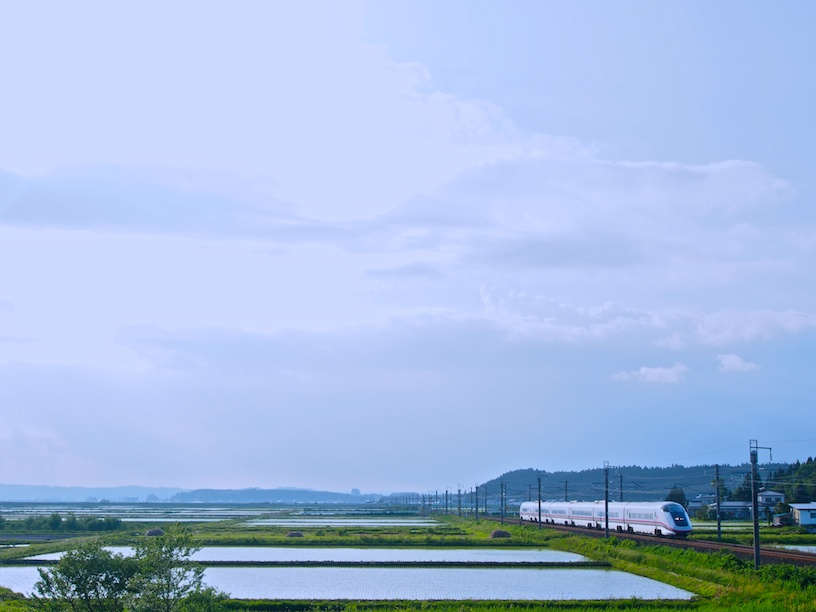
Un treno Akita Shinkansen in corsa fra le risaie

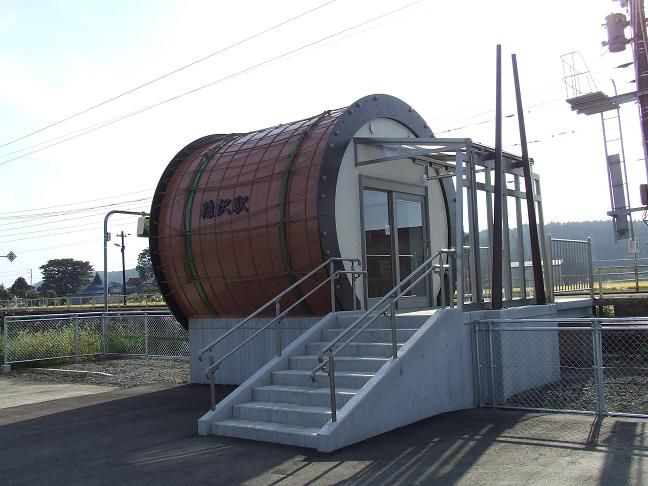
Il curioso aspetto della stazione di Nukazawa

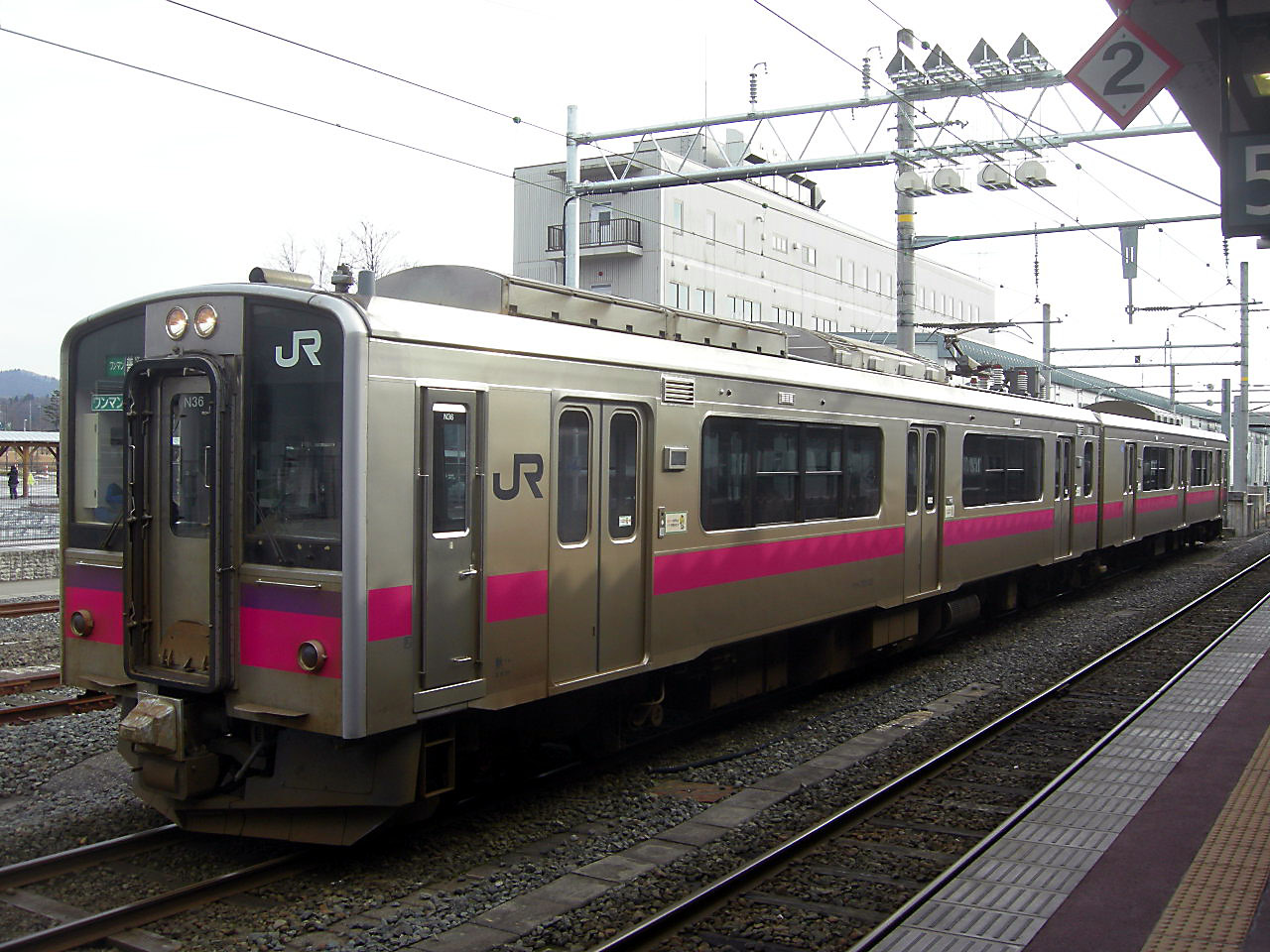
Un treno locale della serie 701

- East Japan Railway Company
- Lunghezza totale: 486.3 km (Fukushima–Aomori, Tsuchizaki–Akitakō)
  - East Japan Railway Company
    - 484.5 km (Fukushima–Aomori)

  - Japan Freight Railway Company
    - 1.8 km (Tsuchizaki–Akitakō)
    - 256.2 km (Yokote–Aomori)
    - 4.8 km (Aomori–Aomori Stoplight Station)
- scartamento:
  - 1,067 mm
    - Shinjō–Ōmagari
    - Akita–Aomori

  - 1,435 mm
    - Fukushima–Yamagata
    - Uzen-Chitose–Shinjō

  - Entrambi (1067, 1435 mm)
    - Yamagata–Uzen-Chitose
    - Ōmagari–Akita
- Stazioni: 102 (comprese le stazioni merci)
- Binari:
  - Raddoppio
    - Fukushima–Sekine
    - Akayu–Akayu Stoplight Station
    - Uzen-Nakayama–Uzen-Chitose
    - Ashisawa–Funagata
    - Nozoki–Innai
    - Ōmagari–Oiwake
    - Ugo-Iizuka–Hachirōgata
    - Kado–Moritake
    - Tsurugata–Maeyama
    - Takanosu–Hayaguchi
    - Ōdate–Nagamine
    - Ishikawa–Kawabe

  - Binario singolo
    - Sekine–Akayu
    - Akayu Stoplight Station–Uzen-Nakayama
    - Uzen-Chitose–Ashisawa
    - Funagata–Nozoki
    - Innai– Ōmagari
    - Oiwake–Ugo-Iizuka
    - Hachirōgata–Kado
    - Moritake–Tsurugata
    - Maeyama–Takanosu
    - Hayaguchi–Ōdate
    - Nagamine–Ishikawa
    - Kawabe–Aomori
- Elettrificazione: Totale (a corrente alternata 20 000 V 50 Hz)
- Sistema di blocco: Sistema di blocco automatico (eccetto Tsuchizaki–Akitakō (blocco a ingranaggio))
- Scalo merci: Yamagata, Akita
- (La sezione fra Jingūji e Mineyoshikawa consiste in due binari da 1435 mm e uno a doppio scartamento)

## Cronologia
La linea Ōu settentrionale partì da Aomori, la meridionale da Fukushima, e tutta la linea venne completata nel 1905.

### Linea Ōu settentrionale
- 1º dicembre 1894: Aomori–Hirosaki
- 21 ottobre 1895: Hirosaki–Ikarigaseki
- 21 giugno 1899: Ikarigaseki–Shirasawa
- 15 novembre 1899: Shirasawa–Ōdate
- 7 ottobre 1900: Ōdate–Takanosu
- 1º novembre 1901: Takanosu–Noshiro (l'attuale Higashi-Noshiro)
- 1º agosto 1902: Noshiro–Gojōme (l'attuale Hachirōgata)
- 21 ottobre 1902: Gojōme–Akita
- 1º ottobre 1903: Akita–Wada
- 21 agosto 1904: Wada–Jingūji
- 21 dicembre 1904: Jingūji–Ōmagari
- 15 giugno 1905: Ōmagari–Yokote

### Linea Ōu meridionale
- 15 maggio 1899: Fukushima–Yonezawa
- 11 aprile 1901: Yonezawa–Yamagata
- 23 agosto 1901: Yamagata–Tateoka (l'attuale Murayama)
- 21 ottobre 1901: Tateoka–Ōishida
- 21 luglio 1902: Ōishida–Funagata
- 11 giugno 1903: Funagata–Shinjō
- 21 ottobre 1904: Shinjō–Innai
- 5 luglio 1905: Innai–Yuzawa
- 14 settembre 1905: Yuzawa–Yokote, completamento del collegamento Fukushima–Aomori

### Linea principale Ōu
- 29 aprile 1949: la tratta Fukushima–Yonezawa passa all'elettrificazione a corrente continua
- 1º novembre 1960: la tratta Yamagata–Uzen-Chitose passa all'elettrificazione a corrente continua
- 8 settembre 1968: la tratta Yamagata–Uzen-Chitose passa all'elettrificazione a corrente alternata
- 22 settembre 1968: la tratta Fukushima–Yonezawa passa all'elettrificazione a corrente alternata
- 23 settembre 1968: la tratta Yonezawa–Yamagata passa all'elettrificazione a corrente alternata
- 25 agosto 1971: la tratta Akita–Aomori passa all'elettrificazione a corrente alternata
- 13 ottobre 1975: la tratta Uzen-Chitose–Akita passa all'elettrificazione a corrente alternata, entire line becomes electric-powered
- 1º aprile 1987: la linea diventa parte della East Japan Railway Company dopo la dissoluzione delle Ferrovie Nazionali del Giappone
- 1º settembre 1991: la tratta Fukushima–Yamagata chiude temoporaneamente per i lavori di costruzione dello Yamagata Shinkansen
- 1º luglio 1992: Viene inaugurato lo Yamagata Shinkansen, la sezione Fukushima–Yamagata viene soprannominata "Linea Yamagata"
- 22 marzo 1997: L'Akita Shinkansen inizia il servizio, e la sezione Jingūji–Mineyoshikawa è ora a triplo binario
- 12 marzo 1999: la tratta Tendō–Shinjō viene temporaneamente sospesa per l'estensione dello Yamagata Shinkansen
- 22 ottobre 1999: la tratta Uzen-Chitose–Shinjō viene temporaneamente sospesa per l'estensione dello Yamagata Shinkansen
- 5 dicembre 1999: termina la costruzione dello Yamagata Shinkansen, e anche la sezione Yamagata–Shinjō viene chiamata "Linea Yamagata", Kanisawa viene rinominata Sakurambo-Higashine e Tateoka viene rinominata Murayama

## Servizi
La linea principale Ōu è divisa nelle seguenti quattro sezioni. A causa della natura differente di alcune di esse, non esistono treni che percorrono più di una sezione unitariamente (eccetto la sezione Akita–Shinjō).

### Fukushima–Shinjō (148.6 km)
Su questa sezione la linea Ōu condivide i binari con lo Yamagata Shinkansen. Lo scartamento è di 1435 mm per permettere il passaggio allo Shinkansen. Questa sezione viene quindi anche chiamata linea Yamagata.

### Shinjō–Ōmagari (98.4 km)
Questa sezione passa attraverso le prefetture di Yamagata-Akita e in zona vi è una bassa domanda di trasporto. Per questo tutti i treni, ad eccetto di un rapido, sono dei locali e fermano in tutte le stazioni.

### Ōmagari–Akita (51.7 km)
Questa sezione condivide i binari con l'Akita Shinkansen. Dato che occasionalmente vi sono dei treni locali fra Akita a Shinjō, questa sezione contiene un binario a scartamento normale e due a scartamento ridotto. I pochi treni Komachi che passano in questa sezione hanno la priorità.

### Akita–Aomori (185.8 km)
Assieme alla linea Kosei, la linea principale Hokuriku, la linea principale Shinetsu, la Hakushin Line, e la linea principale Uetsu, la linea principale Ōu è una delle linee espresse e merci che costituisce la Nihonkai Jūkan-sen (Sea of Japan Trans-Japan Line).

## Stazioni
| Stazione             | Giapponese     | Distanza (km) | Collegamenti                                                                                           | Posizione      | Posizione |
| -------------------- | -------------- | ------------- | --- | -------------- | --------- |
| Fukushima            | 福島           | 0.0           | Tōhoku Shinkansen Yamagata Shinkansen ■ Linea principale Tōhoku ■ Linea Abukuma Express ■ Linea Iizaka | Fukushima      | Fukushima |
| Sasakino             | 笹木野         | 3.8           | | Fukushima      | Fukushima |
| Niwasaka             | 庭坂           | 6.9           | | Fukushima      | Fukushima |
| Akaiwa               | 赤岩           | 14.6          | | Fukushima      | Fukushima |
| Itaya                | 板谷           | 21.2          | | Yonezawa       | Yamagata  |
| Tōge                 | 峠             | 24.5          | | Yonezawa       | Yamagata  |
| Ōsawa                | 大沢           | 28.8          | | Yonezawa       | Yamagata  |
| Sekine               | 関根           | 34.8          | | Yonezawa       | Yamagata  |
| Yonezawa             | 米沢           | 40.1          | Yamagata Shinkansen ■ Linea Yonesaka                                                                   | Yonezawa       | Yamagata  |
| Oitama               | 置賜           | 45.6          | | Yonezawa       | Yamagata  |
| Takahata             | 高畠           | 49.9          | Yamagata Shinkansen                                                                                    | Takahata       | Yamagata  |
| Akayu                | 赤湯           | 56.1          | Yamagata Shinkansen ■ Linea Flower Nagai                                                               | Nanyō          | Yamagata  |
| Nakagawa             | 中川           | 64.4          | | Nanyō          | Yamagata  |
| Uzen-Nakayama        | 羽前中山       | 68.3          | | Kaminoyama     | Yamagata  |
| Kaminoyama-Onsen     | かみのやま温泉 | 75.0          | Yamagata Shinkansen                                                                                    | Kaminoyama     | Yamagata  |
| Mokichi Kinenkan-mae | 茂吉記念館前   | 77.8          | | Kaminoyama     | Yamagata  |
| Zaō                  | 蔵王           | 81.8          | | Yamagata       | Yamagata  |
| Yamagata             | 山形           | 87.1          | Yamagata Shinkansen ■ Linea Senzan ■ Linea Aterazawa                                                   | Yamagata       | Yamagata  |
| Kita-Yamagata        | 北山形         | 89.0          | ■ Linea Senzan ■ Linea Aterazawa                                                                       | Yamagata       | Yamagata  |
| Uzen-Chitose         | 羽前千歳       | 91.9          | ■ Linea Senzan                                                                                         | Yamagata       | Yamagata  |
| Minami-Dewa          | 南出羽         | 93.6          | | Yamagata       | Yamagata  |
| Urushiyama           | 漆山           | 94.9          | | Yamagata       | Yamagata  |
| Takatama             | 高擶           | 97.0          | | Tendō          | Yamagata  |
| Tendō                | 天童           | 100.4         | Yamagata Shinkansen                                                                                    | Tendō          | Yamagata  |
| Midaregawa           | 乱川           | 103.4         | | Tendō          | Yamagata  |
| Jimmachi             | 神町           | 106.3         | | Higashine      | Yamagata  |
| Sakuranbo-Higashine  | さくらんぼ東根 | 108.1         | Yamagata Shinkansen                                                                                    | Higashine      | Yamagata  |
| Higashine            | 東根           | 110.6         | | Higashine      | Yamagata  |
| Murayama             | 村山           | 113.5         | Yamagata Shinkansen                                                                                    | Murayama       | Yamagata  |
| Sodesaki             | 袖崎           | 121.5         | | Murayama       | Yamagata  |
| Ōishida              | 大石田         | 126.9         | Yamagata Shinkansen                                                                                    | Ōishida        | Yamagata  |
| Kita-Ōishida         | 北大石田駅     | 130.8         | | Ōishida        | Yamagata  |
| Ashisawa             | 芦沢           | 133.7         | | Obanazawa      | Yamagata  |
| Funagata             | 舟形           | 140.3         | | Funagata       | Yamagata  |
| Shinjō               | 新庄           | 148.6         | Yamagata Shinkansen ■ Linea Rikuu est ■ Linea Rikuu ovest                                              | Shinjō         | Yamagata  |
| Izumita              | 泉田           | 154.2         | | Shinjō         | Yamagata  |
| Uzen-Toyosato        | 羽前豊里       | 161.3         | | Sakegawa       | Yamagata  |
| Mamurogawa           | 真室川         | 164.0         | | Mamurogawa     | Yamagata  |
| Kamabuchi            | 釜淵           | 173.2         | | Mamurogawa     | Yamagata  |
| Ōtaki                | 大滝           | 180.3         | | Mamurogawa     | Yamagata  |
| Nozoki               | 及位           | 185.8         | | Mamurogawa     | Yamagata  |
| Innai                | 院内           | 194.4         | | Yuzawa         | Akita     |
| Yokobori             | 横堀           | 198.4         | | Yuzawa         | Akita     |
| Mitsuseki            | 三関           | 204.4         | | Yuzawa         | Akita     |
| Kami-Yuzawa          | 上湯沢         | 207.1         | | Yuzawa         | Akita     |
| Yuzawa               | 湯沢           | 210.4         | | Yuzawa         | Akita     |
| Shimo-Yuzawa         | 下湯沢         | 214.5         | | Yuzawa         | Akita     |
| Jūmonji              | 十文字         | 217.8         | | Jūmonji Hiraka | Akita     |
| Daigo                | 醍醐           | 221.2         | | Hiraka         | Akita     |
| Yanagita             | 柳田           | 224.4         | | Yokote         | Akita     |
| Yokote               | 横手           | 228.3         | ■ Linea Kitakami                                                                                       | Yokote         | Akita     |
| Gosannen             | 後三年         | 234.7         | | Misato         | Akita     |
| Iizume               | 飯詰           | 239.8         | | Misato         | Akita     |
| Ōmagari              | 大曲           | 247.0         | Akita Shinkansen ■ Linea Tazawako                                                                      | Daisen         | Akita     |
| Jingūji              | 神宮寺         | 253.0         | | Daisen         | Akita     |
| Kariwano             | 刈和野         | 260.6         | | Daisen         | Akita     |
| Mineyoshikawa        | 峰吉川         | 265.4         | | Daisen         | Akita     |
| Ugo-Sakai            | 羽後境         | 271.9         | | Daisen         | Akita     |
| Ōbarino              | 大張野         | 280.0         | | Akita          | Akita     |
| Wada                 | 和田           | 285.4         | | Akita          | Akita     |
| Yotsugoya            | 四ツ小屋       | 292.3         | | Akita          | Akita     |
| Akita                | 秋田           | 298.7         | Akita Shinkansen ■ Linea principale Uetsu ■ Linea Oga                                                  | Akita          | Akita     |
| Tsuchizaki           | 土崎           | 305.8         | | Akita          | Akita     |
| Kami-Iijima          | 上飯島         | 308.3         | | Akita          | Akita     |
| Oiwake               | 追分           | 311.7         | ■ Linea Oga                                                                                            | Akita          | Akita     |
| Ōkubo                | 大久保         | 318.9         | | Katagami       | Akita     |
| Ugo-Īzuka            | 羽後飯塚       | 322.2         | | Katagami       | Akita     |
| Ikawa-Sakura         | 井川さくら     | 323.6         | | Ikawa          | Akita     |
| Hachirōgata          | 八郎潟         | 327.5         | | Hachirōgata    | Akita     |
| Koikawa              | 鯉川           | 333.0         | | Mitane         | Akita     |
| Kado                 | 鹿渡           | 338.4         | | Mitane         | Akita     |
| Moritake             | 森岳           | 345.1         | | Yamamoto       | Akita     |
| Kita-Kanaoka         | 北金岡         | 349.4         | | Yamamoto       | Akita     |
| Higashi-Noshiro      | 東能代         | 355.4         | ■ Linea Gonō                                                                                           | Noshiro        | Akita     |
| Tsurugata            | 鶴形           | 360.3         | | Noshiro        | Akita     |
| Tomine               | 富根           | 365.5         | | Noshiro        | Akita     |
| Futatsui             | 二ツ井         | 372.2         | | Noshiro        | Akita     |
| Maeyama              | 前山           | 379.5         | | Kita-Akita     | Akita     |
| Takanosu             | 鷹巣           | 384.9         | ■ Ferrovia Akita Nairiku                                                                               | Kita-Akita     | Akita     |
| Nukazawa             | 糠沢           | 388.1         | | Kita-Akita     | Akita     |
| Hayaguchi            | 早口           | 393.5         | | Ōdate          | Akita     |
| Shimokawazoi         | 下川沿         | 397.7         | | Ōdate          | Akita     |
| Ōdate                | 大館           | 402.9         | ■ Linea Hanawa                                                                                         | Ōdate          | Akita     |
| Shirasawa            | 白沢           | 409.4         | | Ōdate          | Akita     |
| Jinba                | 陣場           | 416.5         | | Ōdate          | Akita     |
| Tsugaru-Yunosawa     | 津軽湯の沢     | 422.3         | | Hirakawa       | Aomori    |
| Ikarigaseki          | 碇ヶ関         | 427.2         | | Hirakawa       | Aomori    |
| Nagamine             | 長峰           | 432.0         | | Ōwani          | Aomori    |
| Ōwani-Onsen          | 大鰐温泉       | 435.3         | ■ Ferrovia Kōnan linea Ōwani                                                                           | Ōwani          | Aomori    |
| Ishikawa             | 石川           | 440.7         | | Hirosaki       | Aomori    |
| Hirosaki             | 弘前           | 447.1         | ■ Ferrovia Kōnan linea Kōnan                                                                           | Hirosaki       | Aomori    |
| Naijōshi             | 撫牛子         | 449.8         | | Hirosaki       | Aomori    |
| Kawabe               | 川部           | 453.4         | ■ Linea Gonō                                                                                           | Inakadate      | Aomori    |
| Kita-Tokiwa          | 北常盤         | 456.6         | | Fujisaki       | Aomori    |
| Namioka              | 浪岡           | 462.1         | | Aomori         | Aomori    |
| Daishaka             | 大釈迦         | 467.2         | | Aomori         | Aomori    |
| Tsurugasaka          | 鶴ヶ坂         | 473.4         | | Aomori         | Aomori    |
| Tsugaru-Shinjō       | 津軽新城       | 478.8         | | Aomori         | Aomori    |
| Shin-Aomori          | 新青森         | 480.6         | Tōhoku Shinkansen                                                                                      | Aomori         | Aomori    |
| Aomori               | 青森           | 484.5         | ■ Linea Tsugaru (■ Tsugaru-Kaikyō) ■ Ferrovia Aoimori                                                  | Aomori         | Aomori    |